# Rhaphium arboreum
Rhaphium arboreum är en tvåvingeart som beskrevs av Charles Howard Curran 1924. Rhaphium arboreum ingår i släktet Rhaphium och familjen styltflugor.
Artens utbredningsområde är Indiana. Inga underarter finns listade i Catalogue of Life.